# James Patrick Kelly
James Patrick Kelly (* 11. dubna 1951 v New Yorku) je americký spisovatel science fiction.
Roku 1972 ukončil s vysokými poctami bakalářské studium oboru Anglická literatura na prestižní katolické University of Notre Dame. Jeho první povídka byla Dea Ex Machina (1975). Povídkami si získal popularitu již v polovině 80. let, dobře znám je i v Česku, např. z kratších prací The Prisoner of Chillon (1986, Vězeň chillonský-Ikarie 7-98), Think Like a Dinosaur (1995, Nauč se myslet jako dinosaurus-Ikarie 6/97), Rat (1986, Potkan-Mistrovské kusy/Laser 2003) nebo Undone (2001, Změna-2001: Nebula Awards/Baronet 2005). Shrnuty byly do souborů Heroines (1990), Think Like a Dinosaur and Other Stories (1997) a Strange But not a Stranger (2002). Pozornost vyvolal ve spolupráci s Johnem Kesselem románem Freedom Beach (1985).

## Dílo
- Planet of Whispers (1984)
- Freedom Beach (s Johnen Kesselem) (1985)
- The Prisoner of Chillon (1986, Vězeň chillonský-Ikarie 7-98)
- Rat (1986, Potkan-Mistrovské kusy/Laser 2003)
- Look Into the Sun (1989)
- Heroines (1990)
- Pogrom (1990)
- Mr. Boy (1990)
- The Propagation of Light in a Vacuum (1990)
- Wildlife (1994)
- Think Like a Dinosaur (1995, Nauč se myslet jako dinosaurus-Ikarie 6/97) (cena Hugo)
- Think Like a Dinosaur and Other Stories (1997)
- 10^16 to 1 (1999) (cena Hugo)
- The Pyramid of Amirah (2002)
- Strange But Not a Stranger (2002)
- The Edge of Nowhere (2005)
- Burn (2005)